# Nirvana (gruppo musicale britannico)
I Nirvana sono un gruppo musicale britannico. Sebbene di scarso successo commerciale, i Nirvana ricevettero il plauso della critica e divennero una band di culto. Il loro stile è un pop psichedelico melodico e colmo di arrangiamenti orchestrali.

## Storia
Formati a Londra nel 1967, i Nirvana sono composti dall'irlandese Patrick Campbell-Lyons, precedentemente attivo nei Second Thoughts (i cui membri entreranno più tardi a far parte dei Jade Warrior e dei Thunderclap Newman), e dal greco Alex Spyropoulos. Dopo essere stati scritturati da Chris Blackwell della Island, pubblicarono The Story of Simon Simopath (1967), uno dei primi concept album, e All of Us (1968), che presenta il successo di classifica di Rainbow Chaser. Il seguente Dedicated to Markos III (1970) fu pubblicato dapprima per l'effimera Metromedia, e poi per la Pye. Sebbene attribuito ai Nirvana, il successivo Local Anaesthetic (1971) fu in realtà il primo album solista di Campbell-Lyons e segnò un'improvvisa virata verso un sound più incline al rock progressivo e al jazz. Il complesso si sciolse nel 1971. Nel 1973, Campbell-Lyons pubblicò a suo nome un album solista (Me & My Friend) e, sette anni più tardi, si riunì a Spyropoulos per scrivere il musical Blood che non è mai stato lanciato. A partire dalla metà degli anni ottanta, i Nirvana tornarono a esibirsi sporadicamente.

## Formazione
- Patrick Campbell-Lyons – produzione
- Brian Henderson – bassista
- Peter Kester – batteria
- Sylvia Schuster – violoncello
- Ray Singer – voce
- Alex Spyropoulos – pianoforte

## Discografia parziale

### Album in studio
- 1967 – The Story of Simon Simopath (Island)
- 1968 – All of Us (Island)
- 1970 – To Markos III (Pye)
- 1971 – Local Anaesthetic (Vertigo, 6360 031)
- 1972 – Songs Of Love And Praise (Philips)
- 1996 – Orange And Blue (Edsel)

### Singoli
- 1967 – Tiny Goddess
- 1967 – Pentecost Hotel
- 1968 – Rainbow Chaser
- 1968 – Girl in the Park
- 1968 – All of Us
- 1969 – Wings of Love
- 1969 – Oh! What a Performance
- 1981 – The Picture of Dorian Gray